# Cristiano Godano
Cristiano Godano (Fossano, 21 novembre 1966) è un cantautore, chitarrista e scrittore italiano, frontman del gruppo rock Marlene Kuntz.

## Biografia
Laureato in economia e commercio, ha avuto un'esperienza musicale con i Jack on Fire prima di essere contattato, all'inizio del 1989, da Luca Bergia e Riccardo Tesio, per dare vita ai Marlene Kuntz, insieme a Franco Ballatore e Alex Astegiano. Inizialmente Godano è chitarrista della band, mentre dall'aprile del 1990 diviene anche cantante, dopo l'abbandono di Astegiano.
Il 16 gennaio 2008 pubblica il suo primo libro, intitolato I vivi ed edito da Rizzoli. È una raccolta di sei racconti.
Dal 2008 è uno dei docenti del Master in Comunicazione musicale dell'Università Cattolica del Sacro Cuore di Milano.
Nel 2009 debutta come attore nel film di Davide Ferrario Tutta colpa di Giuda, di cui è anche autore, con i Marlene Kuntz, della colonna sonora, candidata al David di Donatello 2010.
Oltre alla principale attività con i Marlene Kuntz, è stato impegnato in un altro progetto musicale, Beautiful, assieme a Howie B, Luca Bergia, Riccardo Tesio e Gianni Maroccolo.
Nel 2010 riceve la Targa Graffio-Musica da Bere, che ritira nell'ambito dell'omonima manifestazione a Vobarno.
Tra il 2012 e il 2013 ha gestito un suo blog personale sul portale web de il Fatto Quotidiano.
Dal 2010 porta in giro per l'Italia il format Parole e musica: una chiacchierata che ripercorre le fasi più salienti della sua carriera con incursioni nel mondo musicale e letterario; a stimolare la conversazione, la presenza di un moderatore. Durante il dialogo, Cristiano si accompagna con la chitarra e ripropone alcuni pezzi del repertorio dei Marlene Kuntz.
Il 20 giugno 2019 pubblica per La Nave di Teseo il libro Nuotando nell'aria. Dietro 35 canzoni dei Marlene Kuntz dove scrive un'anomala autobiografia delle origini densa di aneddoti, riflessioni e materiale inedito sui primi tre dischi dei Marlene Kuntz.
Il 30 luglio 2019 annuncia sui canali social la pubblicazione del primo disco solista per il 2020 di cui sarà possibile ascoltare due brani in anteprima con un biglietto speciale “VIP Package” durante il corso del tour 30 : 20 : 10 MK al quadrato dei Marlene Kuntz in partenza ad ottobre 2019.
Il 4 febbraio 2020 esce la versione audiolibro di Nuotando nell'aria. Dietro 35 canzoni dei Marlene Kuntz in esclusiva sulla piattaforma Audible.
Il 1º maggio 2020 partecipa al Concerto del Primo Maggio, registrato pochi giorni prima presso l'Auditorium di Roma.
Dal 17 maggio 2020 scrive articoli e opinioni per la rubrica Elzevirus di Rolling Stone.
Il 29 maggio 2020 esce il primo singolo e videoclip Ti voglio dire, seguito dal secondo Com'è possibile, che anticipano il primo disco solista Mi ero perso il cuore pubblicato il 26 giugno. L'album è caratterizzato da sonorità folk e alternative country ed è stato co-prodotto con Gianni Maroccolo e Luca Rossi degli Üstmamò. Il terzo singolo del disco è Ho bisogno di te, il cui videoclip è diretto da Giorgio Testi, pubblicato in anteprima il 15 ottobre sul Corriere.
Il 19 giugno 2021 ha suonato in un tour estivo con Roberta Finocchiaro suonando dal vivo in suggestive location i brani del suo album solista.
Il 4 aprile 2025 pubblica il suo nuovo disco da solista dal titolo Stammi accanto, con l'etichetta etichetta Al-Kemi Records di Ala Bianca Group. Nello stesso mese, accompagnato dalla super band Guano Padano, si esibisce con il Stammi accanto tour sui palchi delle principali città italiane.

## Strumentazione

### Chitarre
- Fender Stratocaster standard nera tastiera acero;
- Fender Stratocaster ash standard sienna sunburst tastiera palissandro;
- Gibson SG standard heritage cherry;
- Gibson Les Paul Studio bianca;
- Gibson Firebird marrone;
- Ibanez R 355 GF SVS;
- varie chitarre acustiche di marca Gibson;
- Blackbeauty SG replica non autorizzata di Gibson SG con caratteristiche quasi identiche, utilizzata dagli inizi, presente nel video di Festa Mesta, nel DVD MTV Storytellers ed utilizzata in molti live);
- Fender Telecaster sunburst;
- Gibson Les Paul Desert burst;
- Gibson Les Paul gold top (utilizzata nel video di canzone in prigione).
- Claim Starstair SH by Sonor

### Pedalboard
- Tc-electronic G-system;
- Boss Digital Sampler/Delay DSD-3;
- Line 6 FM4 Filter Modeler;
- Roland EV-5 expression pedal;
- Boss TU-2 chromatic tuner.

## Filmografia
- Tutta colpa di Giuda, regia di Davide Ferrario (2009)
- Complimenti per la festa, regia di Sebastiano Luca Insinga (2015)

## Discografia

### Da solista

#### Album
- 2020 – Mi ero perso il cuore
- 2025 – Stammi accanto

#### Singoli
- 2020 – Ti voglio dire
- 2020 – Com'è possibile
- 2020 – Ho bisogno di te
- 2020 – Figlio e padre
- 2021 – Padre e figlio

#### Collaborazioni
- 1995 – Bande rumorose (con i Yo Yo Mundi e Riccardo Tesio)
- 1996 – Dentro me (con i La Crus)
- 1998 – Che fine ha fatto Lazlotòz (con Giorgio Canali e Riccardo Tesio)
- 1998 – Tramatenue (con Ginevra di Marco)
- 2004 – A.C.A.U. La nostra meraviglia (con Gianni Maroccolo)
- 2005 – Lo Zecchino d'Oro dell'Underground (con Enrico Godano)
- 2006 – Nun Lover! (progetto musicale Spleen: con Rob Ellis, Josh Klinghoffer e Giorgio Vendola)
- 2009 – Le città viste dal basso (con i Perturbazione)
- 2014 – Vdb23/Nulla è andato perso (con Gianni Maroccolo e Claudio Rocchi)
- 2014 – Le cose da sola (con Angela Baraldi)
- 2014 – Ex Live (con Giancarlo Onorato)
- 2017 – La mia generazione (con Mauro Ermanno Giovanardi)
- 2017 – Nulla è andato perso (live) (con Gianni Maroccolo)

#### Raccolte
- 2010 – Nel vuoto

### Con i Marlene Kuntz

#### Album in studio
- 1994 – Catartica
- 1996 – Il vile
- 1999 – Ho ucciso paranoia
- 2000 – Che cosa vedi
- 2003 – Senza peso
- 2005 – Bianco sporco
- 2007 – Uno
- 2010 – Ricoveri virtuali e sexy solitudini
- 2013 – Nella tua luce
- 2016 – Lunga attesa
- 2022 – Karma Clima

#### EP
- 1998 – Come di sdegno
- 2001 – Cometa
- 2004 – Fingendo la poesia
- 2014 – Pansonica

#### Album dal vivo
- 1999 – H.U.P. Live in Catharsis
- 2006 – S-Low
- 2009 – Cercavamo il silenzio
- 2020 – 302010 MK²LIVE

#### Raccolte
- 2009 – Best of Marlene Kuntz
- 2012 – Canzoni per un figlio
- 2019 – MK30 - Best & beautiful
- 2019 – MK30 - Covers & Rarities

### Con i Jack on Fire

#### Collaborazioni
- 1987 – Demo(at)Tivati (con AA.VV.)

### Con i Beautiful

#### Album
- 2010 – Beautiful

#### Singoli
- 2010 – Flowers
- 2010 – In Your Eyes
- 2011 – Gorilla

## Videografia

### Da solista
- 2010 – Terrore (con Riccardo Tesio)
- 2014 – Perfect Day (live) (con Giancarlo Onorato)
- 2020 – Ti voglio dire
- 2020 – Com'è possibile
- 2020 – Ho bisogno di te
- 2020 – Figlio e padre
- 2021 – Padre e figlio

### Con i Beautiful
- 2015 – Beautiful Manifesto

## Opere
- I vivi, Rizzoli, 2008, ISBN 88-17-02047-8.
- Nel vuoto, Rizzoli, 2010, ISBN 88-17-04254-4.
- Nuotando nell'aria. Dietro 35 canzoni dei Marlene Kuntz, La Nave di Teseo, 2019, ISBN 88-9395-033-2.